# Capronia perpusilla
Capronia perpusilla är en lavart som beskrevs av Réblová 1996. Capronia perpusilla ingår i släktet Capronia och familjen Herpotrichiellaceae.   Inga underarter finns listade i Catalogue of Life.